# São Fernando (Rio Grande do Norte)
São Fernando is een gemeente in de Braziliaanse deelstaat Rio Grande do Norte. De gemeente telt 3.505 inwoners (schatting 2009).

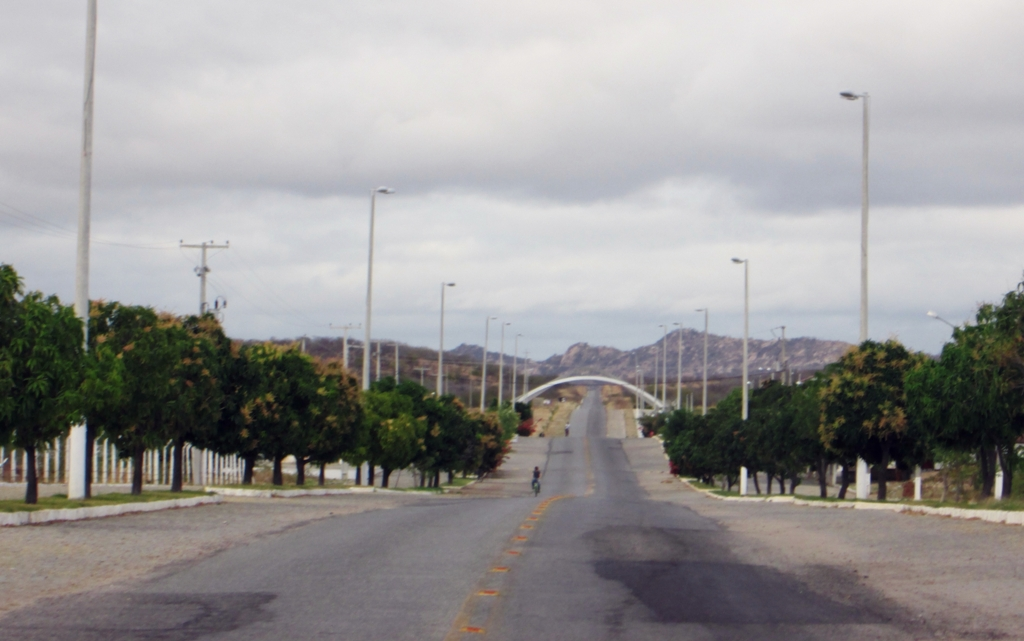
Hoofdweg RN-83 in São Fernando